# 제임스 패터슨

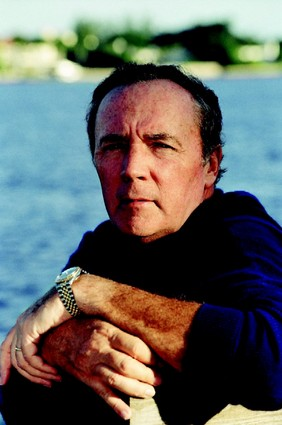
제임스 패터슨

제임스 패터슨(James Patterson, 1947년 3월 22일 ~ )은 미국의 소설가이다.
그는 2012년에 9400만달러를 벌어 포브스지 집계 전 세계 작가 수익 1위를 기록하였다.